# Cafelândia (Paraná)
Cafelândia ist ein brasilianisches Munizip im Westen des Bundesstaats Paraná. Es hat 13.735 Einwohner (2022), die sich Cafelandenser nennen. Seine Fläche beträgt 272 km². Es liegt 567 Meter über dem Meeresspiegel.

## Etymologie
Der Überlieferung nach fanden die ersten Bewohner, die in dieser Region ankamen, am Flussufer des heutigen Córrego Cafelândia einen Sarg (portugiesisch: Caixão). Dieser war von den Paraguayern, die die Region damals besetzten, dort hingeworfen worden. Deshalb nannten sie diesen Ort Caixão. Dies war der erste Name der Stadt. Ihr erster Schutzpatron wurde Santo Antônio. Später wurden die Ortschaft und die Kapelle Consolata genannt. Anfang der 1950er Jahre veranlassten die großen Kaffeepflanzungen die Anwohner, die Stadt Cafelândia zu nennen. So erhielt das Dorf nacheinander drei Namen: Caixão, Consolata und Cafelândia.

## Geschichte

### Besiedlung
Vor der dauerhaften Besiedlung war die Region von Schweinemästern bevölkert, die auch Herva Mate sammelten. Hinzu kamen Paraguayer und Argentinier, die mit den Einheimischen Handel trieben.
In den 1950er Jahren gab es einen großen Zustrom von Einwanderern aus Rio Grande do Sul, Santa Catarina, São Paulo und anderen Regionen. Sie wurden angetrieben vom Traum der damaligen Zeit, dem Kaffee.
Damals stand in Cafelândia sehr dichter Laubwald mit einer Vielfalt von Arten. Ackerbau und Viehzucht wurden hauptsächlich auf einigen Waldlichtungen betrieben, wo die Siedler ihre Häuser errichteten. Im Norden herrschte der Kaffeeanbau vor, durchsetzt mit Bohnen, Reis und in geringerem Maße anderen Feldfrüchten. Das Gebiet im Süden zeichnete sich durch den Anbau von Mais für die Lohnmästerei von Schweinen und andere Kulturen wie Reis, Bohnen und Viehzucht aus.
1963 wurde die Cooperativa Agrícola Consolata Ltda. (Copacol) mit dem Ziel gegründet, Cafelândia und die Region zu elektrifizieren und den Landwirten bei der Annahme, Verarbeitung und Vermarktung der landwirtschaftlichen Produktion zu helfen. Am Anfang gab es große Schwierigkeiten bei der Entwicklung der Genossenschaft. Sie wurde sogar eine Zeit lang auf Eis gelegt, konnte aber 1970 von einer Gruppe von Mitgliedern dauerhaft reaktiviert werden.

### Erhebung zum Munizip
Cafelândia wurde durch das Staatsgesetz Nr. 7292 vom 28. Dezember 1979 aus Cascavel ausgegliedert und in den Rang eines Munizips erhoben. Es wurde am 1. Februar 1982 als Munizip installiert.

## Geografie

### Fläche und Lage
Cafelândia liegt auf dem Terceiro Planalto Paranaense (der Dritten oder Guarapuava-Hochebene von Paraná). Seine Fläche beträgt 272 km². Es liegt auf einer Höhe von 567 Metern.

### Vegetation
Das Biom von Cafelândia ist Mata Atlântica.

### Klima
Das Klima ist gemäßigt warm. Es werden hohe Niederschlagsmengen verzeichnet (1890 mm pro Jahr). Im Jahresdurchschnitt liegt die Temperatur bei 21,0 °C. Die Klimaklassifikation nach Köppen und Geiger lautet Cfa.

### Gewässer
Cafelândia liegt im Einzugsgebiet des Rio Piquiri. Sein linker Nebenfluss Rio Boi Piguá begrenzt das Munizip im Westen, der Rio dos Padres entspringt südwestlich des Hauptorts und der Rio Melissa bildet die östliche Grenze des Munizips.

### Straßen
Cafelândia ist über die PR-574 mit der BR-369 verbunden. Über die PR-180 kommt man im Norden nach Goioerê und im Süden nach Cascavel.

### Nachbarmunizipien
|         | Nova Aurora                                 |          |
| Tupãssi | Kompassrose, die auf Nachbargemeinden zeigt |          |
|         | Cascavel                                    | Corbélia |

## Stadtverwaltung
Bürgermeister: Culestino Kiara, PL (2021–2024)
Vizebürgermeister: Valdir Feltrin, DEM (2021–2024)

## Demografie

### Bevölkerungsentwicklung
| Jahr | Einwohner | Stadt | Land |
| ---- | --------- | ----- | ---- |
| 1991 | 8.093     | 64 %  | 36 % |
| 2000 | 11.143    | 77 %  | 23 % |
| 2010 | 14.662    | 84 %  | 16 % |
| 2022 | 13.735    |       |      |

Quelle: IBGE, bis 2010: Volkszählungen und für 2021: Schätzung

### Ethnische Zusammensetzung
| Gruppe * | 1991    | 2000    | 2010    | wer sich als …                                                                   |
| --- | ------- | ------- | ------- | -------------------------------------------------------------------------------- |
| Weiße | 82,9 %  | 77,2 %  | 67,3 %  | weiß bezeichnet                                                                  |
| Schwarze | 1,2 %   | 2,3 %   | 2,8 %   | schwarz bezeichnet                                                               |
| Gelbe | 0,0 %   | 0,3 %   | 0,9 %   | von fernöstlicher Herkunft wie japanisch, chinesisch, koreanisch etc. bezeichnet |
| Braune | 15,8 %  | 19,6 %  | 29,1 %  | braun oder als Mischung aus mehreren Gruppen bezeichnet                          |
| Indigene | 0,1 %   | 0,1 %   | 0,0 %   | Ureinwohner oder Indio bezeichnet                                                |
| ohne Angabe | 0,0 %   | 0,5 %   | 0,0 %   |                                                                                  |
| Gesamt | 100,0 % | 100,0 % | 100,0 % |                                                                                  |
| *) Anmerkung: Das IBGE verwendet für Volkszählungen ausschließlich diese fünf Gruppen. Es verzichtet bewusst auf Erläuterungen. Die Zugehörigkeit wird vom Einwohner selbst festgelegt. |         |         |         |                                                                                  |

Quelle: IBGE (2011) und Volkszählung 2022

## Wirtschaft

### Kennzahlen
Mit einem Bruttoinlandsprodukt pro Einwohner von 75.275,81 R$ (rund 16.700 €) lag Cafelândia 2019 an 8. Stelle der 399 Munizipien Paranás.
Sein hoher Index der menschlichen Entwicklung von 0,748 (2010) setzte es auf den 33. Platz der paranaischen Munizipien.